# 찐경규
《찐경규》는 2020년 9월 1일부터 방송 중인 카카오TV 오리지널 예능이다.

## 개요
TV에서 디지털로 영역 확장에 나선 이경규가 '전담PD'로 배정된 모르모트와 제작진을 진두지휘하며 펼치는 파란만장 디지털 예능 도전기

## 출연진
- 이경규
- 권해봄

## 에피소드 목록

### 2020년
본 프로그램은 질병관리청 방역 지침에 따라, 코로나19 범유행과 관련해 출연진, 스태프 관계자들의 개인 위생수칙을 준수합니다.
| 회차 | 방송일    | 부제                        | 게스트 | 비고 |
| ---- | --------- | --------------------------- | ------ | ---- |
| 1    | 9월 1일   | 찐경규가 미래다             |        |      |
| 2    | 9월 9일   | 가자 나무위키!              |        |      |
| 3-1  | 9월 16일  | 고독한 이경규 1             |        |      |
| 3-2  | 9월 19일  | 고독한 이경규 2             |        |      |
| 4    | 9월 23일  | 10세야 놀자                 | 김우석 |      |
| 5    | 9월 30일  | 드라이브 스루 여행 1        |        |      |
| 6    | 10월 7일  | 드라이브스루2 : 국도의 의미 |        |      |
| 7    | 10월 14일 | 취중찐담                    |        |      |
| 8    | 10월 21일 | 앵그리 하우스               |        |      |
| 9    | 10월 28일 | 앵그리 하우스2              |        |      |
| 10   | 11월 4일  | 수상한 기자회견             |        |      |
| 11   | 11월 11일 | 미스터리 인턴               |        |      |
| 12   | 11월 18일 | 한국인의 욕                 |        |      |
| 13   | 11월 25일 | 찐펭수                      | 펭수   |      |
| 14   | 12월 2일  | 라면의 神                   | 장규리 |      |
| 15   | 12월 9일  | 취중찐담 with 이수근        | 이수근 |      |
| 16   | 12월 16일 | 앵그리 편의점               |        |      |
| 17   | 12월 23일 | 나를 찾지 마                |        |      |
| 18   | 12월 30일 | 이경규 대상 기원 프로젝트   |        |      |

### 2021년
| 회차 | 방송일   | 부제                        | 게스트                 | 비고 |
| ---- | -------- | --------------------------- | ---------------------- | ---- |
| 19   | 1월 6일  | 덕담자판기                  |                        |      |
| 20   | 1월 13일 | 2021년 물어보살             | 이수근, 서장훈         |      |
| 21   | 1월 20일 | 취중찐담 with 장도연        | 장도연                 |      |
| 22   | 1월 27일 | 용왕의 아들 with 맥심       |                        |      |
| 23   | 2월 3일  | 이경규 미담 제조 캠프       |                        |      |
| 24   | 2월 10일 | 이경규 미담주작단           | 이윤석, 김용명, 김요한 |      |
| 25   | 2월 17일 | 취중찐담 with 이예림        | 이예림                 |      |
| 26   | 2월 24일 | 취중찐담 with 탁재훈,김희철 | 탁재훈, 김희철         |      |

## 같이 보기
- 카카오엔터테인먼트